# Alep Mánakjávrre
Alep Mánakjávrre, enligt tidigare ortografi Alep Manakjaure, är en sjö i Jokkmokks kommun i Lappland och ingår i Luleälvens huvudavrinningsområde. Sjön har en area på 0,142 kvadratkilometer och ligger 572 meter över havet. Alep Mánakjávrre ligger i Ultevis fjällurskog Natura 2000-område. Sjön avvattnas av vattendraget Sálvojåhkå som mynnar i vattenmagasinet Tjaktjajávrre.

## Delavrinningsområde
Alep Mánakjávrre ingår i det delavrinningsområde (744851-161720) som SMHI kallar för Mynnar i Tjaktjajaure. Medelhöjden är 572 meter över havet och ytan är 11,55 kvadratkilometer. Det finns ett avrinningsområde uppströms, och räknas det in blir den ackumulerade arean 13,52 kvadratkilometer. Sálvojåhkå som avvattnar avrinningsområdet har biflödesordning 3, vilket innebär att vattnet flödar genom totalt 3 vattendrag (Blackälven (Smadjeädno), Lilla Luleälven, Luleälven) innan det når havet efter 280 kilometer. Avrinningsområdet består mestadels av skog (93 %). Avrinningsområdet har 0,21 kvadratkilometer vattenytor vilket ger det en sjöprocent på 1,8 %.